# Sonata per pianoforte n. 26 (Beethoven)
La sonata per pianoforte n. 26, Op. 81a, nacque poco dopo le coeve Op. 78 (Per Teresa) e Op. 79 (Sonata facile) e, al pari di esse, non fu commissionata al maestro come solitamente avveniva all'epoca. In particolare, la ventiseiesima sonata trova ispirazione nel periodo di allontanamento forzato dall'arciduca Rodolfo, amico, allievo e protettore di Beethoven; al suo ritorno a Vienna — il 30 gennaio 1811 — dedicò l'opera composta nei mesi precedenti.

## Struttura
Beethoven diede un titolo ad ognuno dei tre movimenti che compongono l'opera (e da cui derivano le varie denominazioni che essa ha assunto).
1. L'Addio. Adagio - Allegro
2. L'Assenza. Andante espressivo (in Do minore) – attacca:
3. Il Ritorno. Vivacissimamente

Ognuno di essi esprime i sentimenti causati dall'assenza di una persona cara. I tre bicordi iniziali richiamano proprio le sillabe del termine "Lebewohl" (addio, vivi bene in tedesco) danno in seguito origine a elementi musicali chiaramente malinconici, gementi. Inoltre essi tornano nel secondo movimento, Andante espressivo, interamente pervaso da sensazioni di solitudine, una sorta di «monologo di uno che è rimasto solo» per dirla con le parole di Walter Riezler.
La sonata si conclude con un Vivacissimamente dal sapore opposto, brioso e pieno di gioia per il ritorno della persona cara.

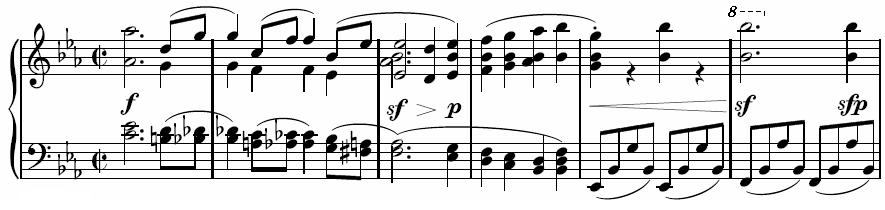
Il tema principale dell'Allegro (battute 17 – 22)

## I dissidi con gli editori
Beethoven inviò la futura opera 81a con precise indicazioni da stampare insieme allo spartito musicale. Il primo movimento doveva essere intitolato:
Das Lebewohl. Wien am 4ten Mai 1809 bei der Abreise S. Kaiserl. Hoheit des Verehrten Erzherzogs Rudolf
L'addio. Vienna il 4 maggio 1809 per la partenza di Sua Altezza Imperiale il venerato arciduca Rodolfo
Il secondo (cui fa subito seguito il Finale) doveva recare invece la data e il luogo del ritorno:
Die Ankunft S. Kaiserl. Hoheit des Verehrten Erzh. Rudolf den 30. Januar 1810
Il ritorno di Sua Altezza Imperiale il venerato arciduca Rodolfo il 30 gennaio 1810
Tuttavia, sia l'editore Artaria che Breitkopf & Härtel non fecero nulla di ciò. A quest'ultimo Beethoven ebbe a dire:
«[...] la dedica all'Arciduca non c'è più e poiché non sono stati affatto riprodotti anno, giorno e data come li avevo scritti, in futuro dovrete obbligarvi per iscritto a lasciar inalterate tutte le intestazioni come le metterò io.» [9 ottobre 1811]
Anche il titolo venne modificato al momento della stampa, traducendolo nel francese Les adieux (con il quale la sonata è ora maggiormente conosciuta).
«Vedo che avete fatto incidere altri esemplari col titolo francese. Perché? Lebewohl è tutt'altra cosa di Les adieux: il primo non si dice di cuore che a una sola persona; l'altro, a un'intera assemblea, a un'intera città [...]» [9 ottobre 1811]

## Analisi del Primo movimento
Il Primo movimento della sonata (Das Lebewohl) ha come metro due quarti nella tonalità di impianto di mi bemolle maggiore. L'indicazione agogica (o tempo) indicata è “Adagio” seguito dopo 16 misure da un “Allegro” (qui cambia anche il metro musicale in quattro quarti). La struttura formale è quella della forma-sonata con le tre classiche parti più una prima parte introduttiva: Introduzione - Esposizione - Sviluppo - Ripresa - Coda finale.

### Introduzione
L'introduzione è subito caratterizzata da un particolare timbro musicale: quello del corno. Le prime tre note (sol - fa - mi bemolle = inciso iniziale o '"motto"') sono chiaramente un richiamo del corno, simbolo, ai tempi di Beethoven, di lontananza, solitudine e ricordo poetico. Queste tre note sono anche di riferimento per tutte le melodie della composizione. Sono inoltre tre accordi che dalla tonica (mi bemolle maggiore) portano alla tonalità relativa minore (do minore) passando per la dominante (Si b maggiore). [batt. 1 - 2]
La frase seguente (misure 2 - 7) è formata da una prima parte ascendente che esprime "un senso di mancanza, di rimpianto e di melanconia" e una seconda parte discendente nella quale viene riconfermata la tonica anche se sotto forma di un accordo di settima (mi b maggiore settima). In questa frase va notato sia l'elemento ritmico iniziale che contiene in embrione il ritmo dell'"Allegro", sia un motivo di quarta ascendente generatore dei vari temi della sonata.[batt. 2 - 7]
L'accordo finale della frase non è altro che il primo accordo delle tre note iniziali (inciso iniziale). Ritornano (a misura 7) le tre note iniziali ma gli accordi sono diversi: settima diminuita sulla mediante (sol minore settima diminuita = sol - si b - re b - mi) - settima di dominante (si bemolle maggiore settima) - settima/quarta di sottodominante (la bemolle 7/4 = la bemolle - do bemolle - mi bemolle) A questo punto un'ulteriore modulazione porta al modo minore (mi bemolle minore) In questo ambito armonico viene ripresa immutata la prima parte della frase iniziale per chiudere con una codetta modulante: dalla dominante (si bemolle maggiore) alla sottodominante, prima minore (la bemolle minore) e poi maggiore (la bemolle maggiore). Quest'ultima è la tonalità di entrata dell'esposizione del tema principale. Nelle ultime cinque misure dell'introduzione il motto iniziale delle tre note è invertito "trasformandolo in una espressione di desiderio" o (secondo un altro commentatore) "in ansia non contenuta"[batt. 11-16]

### Esposizione
Con l'esposizione si cambia l'indicazione agogica (Allegro) e il metro (due metà). Appare subito il tema principale, esposto in 12 battute (misure 16 - 29). Questo tema deriva direttamente dall'"elemento ritmico" dell'introduzione e dal motivo di quarta ascendente; inoltre si presenta subito ricco di riferimenti del "motto iniziale": compare nelle prime tre semiminime della voce centrale di battuta 18, relegando in questo modo il la bemolle iniziale a una specie di appoggiatura. Una misura dopo lo si individua per moto contrario (mi bemolle - fa - sol) e ancor più è presente nel basso alle misure 21 - 24 dove le prime quattro note dell'Allegro sono invertite (mi bemolle - fa - sol - la bemolle).[batt. 17-24]
Il movimento del basso sulle prime quattro note del tema viene ripetuto alle misure 25 -28, ma l'ultimo la bemolle è trasformato in un la naturale (seconda parte della battuta 28) per salire alla dominante (si bemolle maggiore). In questa tonalità si apre la fase intermedia dell'esposizione, ossia la transizione verso il secondo tema, che normalmente viene presentato alla dominante. Dopo alcuni rapidi passaggi, con delle scale ascendenti e discendenti di doppie e triple note, di conferma della dominante (misure 29 - 33), compare il motto in modo speculare alle due mani (misura 35 e seguenti). Il modo diventa minore (il sol è abbassato = mi b - fa - sol b). Nella tonalità della dominante (si bemolle maggiore) il sol bemolle è una sesta abbassata, questo "colora la dominante con una dissonanza espressiva e perfino dolorosa" In queste battute compaiono anche dei gruppi di crome oscillanti su due note che faranno da base alla seconda idea.[batt. 35-39]
La seconda idea o secondo tema (misure 50 - 57) compare compiutamente a misura 50 nella dominante (si bemolle). Il motto si trova ora alla voce superiore distribuito su tre misure (in realtà considerato che l'allegro è "staccato" più o meno quattro volte più veloce, questo motto è suonato al tempo originale dell'introduzione). [batt. 50-53]
Dopo quattro battute di collegamento (misure 57 - 61) compare la coda che chiude l'esposizione. Qui il motto è presentato otto volte più veloce dell'originale in figurazioni discendenti imitative. [batt. 62-66]

### Sviluppo
Lo sviluppo (da misura 72 a misura 111) è impostato unicamente sulle prime due battute del tema principale e naturalmente sul motto iniziale. L'ambiente armonico generale è la tonlità relativa minore (do minore). Nella prima parte dello sviluppo (misure 72 - 95) per quattro volte si alternano il tema principale e il motto. Il moto in realtà è ridotto a due sole note non armonizzate, mentre il tema principale dal sol maggiore (dominante della tonalità relativa minore) chiude sul do minore (tonalità relativa minore).[batt. 72-80]
Nella seconda parte dello sviluppo (misure 96 - 111) un semplice disegno melodico di semibrevi è interrotto dal ritmo quasi tragico delle crome (elemento generatore del tempo). La linea melodica del soprano scende di un'ottava dal la bemolle iniziale fino ad un accordo di do minore (tonalità relativa minore).[batt. 96-104]
Mantenendo immutato il disegno melodico tra le due mani, il la bemolle viene proposto per sei volte (battute 105 - 110), quindi due battute di ottave spezzate di la bemolle in crescendo prepara il ritorno del tema principale nell'armonia di la bemolle maggiore.

### Ripresa e coda
La ripresa (da battuta 112 a 163) è perfettamente simmetrica all'esposizione con il dovuto cambio di armonia dei gruppi tematici secondari dalla dominante (si bemolle maggiore) alla tonica (mi bemolle maggiore).

Se la ripresa non presenta sorprese, è invece la coda (da misura 164) che sicuramente è " è la sezione più pittoresca e programmatica del movimento". Questa inizia con un'ulteriore ripresa del tema principale. Si tratta della quarta presentazione del tema nella quale "alcuni disegni dello sviluppo acquistano un nuovo è più intenso significato". Il tema inizia con un accordo di do maggiore, mentre la seconda parte del tema viene ripetuta più volte su accordi di settima (accordi in ottava con saldi di ottava ascendenti/discendenti in do maggiore settima [battute 169-170 e 173-174] e si bemolle maggiore settima [battuta 177-178]).

A misura 183 inizia una nuova fase della coda: il motto iniziale viene proposto in imitazione, prima con singole note, poi armonizzato e alla fine accompagnato da un motivo di quartine discendenti/ascendenti.[batt. 187-201]
Nell'ultima fase della coda (da battuta 225) il motto ritorna senza accompagnamento simile a richiami del corno. Dopo 12 battute la durata delle note si riduce di un quarto: da semibrevi a semiminime. In questa fase un effetto armonico insolito è ricavato dalla collisione della tonica con la dominante.[batt. 225-237]
Nelle ultime battute della coda (da misura 245) si contrappongono due linee melodiche: una scala di semibrevi verso il basso della tastiera e una scala di crome verso l'alto della tastiera. Mentre il basso è formato da due note: il mi bemolle presente in tutte le battute, e l'altra nota che scende dal mi bemolle al sol; la scala ascendente "sale quanto può, come inseguendo qualcosa che sparisce in lontananza". Entrambe le scale si chiudono con la cadenza perfetta: dominante - tonica (si bemolle maggiore settima - mi bemolle maggiore).

### Schema riassuntivo
| Parte        | Sezione                                  | Sottosezione          | Grado                                          | Tonalità                                                               | Battute: da-a |
| ------------ | ---------------------------------------- | --------------------- | ---------------------------------------------- | ---------------------------------------------------------------------- | ------------- |
| Introduzione | Motto iniziale                           |                       | I (tonica)/V (dominante)/VI (relativa minore)  | mi b magg./si b magg./do minore                                        | 1 - 2         |
| Introduzione | Tema dell'introduzione                   | semifrase ascendente  | VI (rel. minore) => I (tonica)                 | do minore => mi b maggiore                                             | 2 - 4         |
| Introduzione | Tema dell'introduzione                   | semifrase discendente | I (tonica)                                     | mi b maggiore                                                          | 4 - 6         |
| Introduzione | Motto iniziale                           |                       | accordi di settima su III - V - IV             | sol min. sett. diminuita - sett. di dom. - settima/quarta di sottodom. | 7 - 8         |
| Introduzione | Ripresa della prima semifrase ascendente |                       | I (tonica minore)                              | mi b minore                                                            | 8 - 12        |
| Introduzione | Codetta dell'introduzione                | ponte modulante       | V (dominante) / IV (sottodominante min.-magg.) | si b magg. - la b min. - la b magg.                                    | 12 - 16       |
| Esposizione  | Tema principale                          |                       | IV (sottodominante)                            | la b magg.                                                             | 17 - 29       |
| Esposizione  | Transizione al secondo tema              |                       | V (dominante)                                  | si b magg.                                                             | 29 - 49       |
| Esposizione  | Secondo tema                             |                       | V (dominante)                                  | si b magg.                                                             | 50 - 57       |
| Esposizione  | Codetta dell'esposizione                 | Tema conclusivo       | V (dominante)                                  | si b magg.                                                             | 58 - 71       |
| Sviluppo     | Sviluppo del tema e del motto            |                       | III (rel. minore)                              | do minore                                                              | 71 - 111      |
| Ripresa      | Tema principale                          |                       | IV (sottodominante)                            | la b magg.                                                             | 112 - 124     |
| Ripresa      | Transizione al secondo tema              |                       | V (dominante)                                  | si b magg.                                                             | 124 - 143     |
| Ripresa      | Secondo tema                             |                       | I (tonica)                                     | mi b magg.                                                             | 144 - 151     |
| Ripresa      | Codetta dell'esposizione                 | Tema conclusivo       | I (tonica)                                     | mi b magg.                                                             | 152 - 163     |
| Coda finale  | Tema principale                          |                       | III (rel. magg.) => V (dominante)              | do magg. => si b magg.                                                 | 164 - 182     |
| Coda finale  | Motto iniziale                           | (imitazione)          |                                                |                                                                        | 183 - 224     |
| Coda finale  | Motto iniziale                           | (sovrapposto)         | I (tonica) + V (dominante)                     | mi b magg. + si b magg.                                                | 225 -245      |
| Coda finale  | Scale finali                             |                       | I (tonica)                                     | mi b magg.                                                             | 246 - 257     |

## Analisi del secondo movimento
Il secondo movimento della sonata (Die Abwesenheit) ha come metro due quarti nella tonalità di impianto di do minore. L'indicazione agogica (o tempo) indicata è “Andante espressivo”. La struttura è bipartita con coda finale e senza sviluppo, si tratta quindi di una cavatina; in ogni parte vengono presentati, appena variati, gli stessi due temi o idee melodiche.

### Prima parte
La prima parte (da misura 1 a misura 20) si divide in due momenti melodici. Il primo momento melodico è formato dall'elemento ritmico dell'introduzione del primo movimento (battute 2 - 3 del primo movimento). Questo elemento ritmico con l'armonia di do minore rappresenta il dolore per l'assenza" e viene ripresentato ripetutamente. Nel dettaglio il primo tema è formato da due semifrasi (battute 1 - 4 e 5 - 8) e una codetta (battute 9 -12). La prima frase come s'è detto inizia con un accordo di tonica (do minore) seguito da una settima diminuita sul fa diesis. Questo nuovo accordo fa percepire il do minore come sottodominante di sol minore. In realtà alla terza misura la settima sul fa diesis si risolve sul sol maggiore che, in base all'armatura di chiave (con il mi bemolle non si può accettare come tonica il sol maggiore), non può che essere la dominante di do minore. Quindi riassumendo la prima semifrase inizia alla tonica e chiude alla dominante secondo la consuetudine.[batt. 1-4]
La seconda semifrase (battute 5 - 8), più o meno simmetrica alla prima, conferma definitivamente la tonica: inizia trasposta una quarta sopra, sulla settima di sottodominante (fa minore settima), per modulare sulla settima di dominante (sol 7) per poi chiudere risolvendo sulla tonica (do minore). Fin dalla prima presentazione del tema facendo seguire alla tonica un accordo di settima diminuita sul fa diesis si crea un senso di incertezza. "Incertezza che si compone solo quando dopo, a posteriori ci si rende conto che il primo accordo, effettivamente, era la tonica" La conferma viene soprattutto dalla cadenza risolutiva V/I (settima di dominante [sol settima] / tonica [do minore]) della settima/ottava battuta.[batt. 5-8]
La frase successiva e ultima è anche la codetta di questo primo tema. Inizia con una nuova speranza (mi bemolle maggiore e do maggiore in crescendo), ma poi "un rapido diminuendo a cui segue un crescendo di dissonanze sottolineate da insistenti sforzando, porta al culmine di una grande disperazione"[batt. 9-12]
Lo stato d'animo generato dal primo tema sembra placarsi dal movimento melodico delle biscrome che caratterizza il secondo tema del movimento. Questo è preceduto da un breve ponte di collegamento (battute 12 - 14) di preparazione del successivo ambiente armonico (dominante - sol). Il secondo tema appare a battuta 15 e dopo un inizio sul re maggiore (dominante della dominante) si muove verso il sol maggiore e il sol minore alla fine. Questo secondo tema contrasta decisamente con il primo, "infatti non v'è più urto drammatico, ma solo abbandono lirico; un dolore che non sa più ribellarsi".[batt. 15-18]
Nel seguito i due momenti spirituali associati ai due temi (dolorosa espressione dello stato d'animo dell'attesa nel primo e nostalgia, stanchezza e prostrazione nel secondo) informa, alternandosi tutto l'Andante espressivo.

### Seconda parte
A misura 21 inizia la ricapitolazione (o seconda parte) con il primo tema. L'ambiente armonico è la sottodominante (fa minore) e infatti il tema inizia con un accordo di si bemolle minore sesta, che può essere considerata la sottodominante della sottodominante, quest'ultima sempre relativamente alla tonalità di base del movimento (do minore). Il fa minore, come tonica provvisoria, viene confermato alle misure 23 - 24 con una cadenza perfetta (do maggiore settima - fa minore) se per un momento consideriamo come tonalità di base il fa minore, ma soprattutto se confrontiamo il medesimo passaggio delle battute 7 - 8 e si nota quindi che il primo tema è stato ripreso non dalla prima frase ma dalla seconda frase a battuta 5. [batt. 21-24]
Dopo le due battute (29 - 30) di introduzione (o di collegamento) viene ricapitolato il secondo tema (battute 29 - 36) finalmente alla tonica (do maggiore). La codetta (misure 37 - 42) che prima serviva da collegamento alla seconda parte, ora fa da preparazione al terzo movimento. Questa inizia con un accordo dissonante (nona diminuita sulla dominante) che andrebbe risolto. In realtà la melodia sale sempre più in alto e in pianissimo fino ad un accordo di si bemolle maggiore settima che risulta essere una settima di dominante della tonica del primo movimento (mi bemolle maggiore). "Su questo accordo, "il Ritorno" (Wiederseben) incomincia l'esplosione di gioia dell'ultimo movimento".

### Schema riassuntivo
| Parte         | Sezione      | Sottosezione                    | Grado                            | Tonalità                  | Battute: da-a |
| ------------- | ------------ | ------------------------------- | -------------------------------- | ------------------------- | ------------- |
| Prima parte   | Primo tema   | prima semifrase                 | I (tonica) => V (dominante)      | do minore => sol maggiore | 1 - 4         |
| Prima parte   | Primo tema   | seconda semifrase               | I (tonica)                       | do minore                 | 5 - 8         |
| Prima parte   | Primo tema   | codetta e ponte di collegamento | I (tonica)                       | do minore                 | 9 - 14        |
| Prima parte   | Secondo tema |                                 | V (dominante)                    | sol maggiore/minore       | 15 - 20       |
| Seconda parte | Primo tema   | seconda semifrase               | IV (sottodominante)              | fa minore                 | 21 - 24       |
| Seconda parte | Primo tema   | codetta e ponte di collegamento | => I (tonica)                    | => do maggiore            | 25 - 30       |
| Seconda parte | Secondo tema |                                 | I (tonica)                       | do maggiore               | 31 - 36       |
| Coda finale   |              |                                 | => dominante del primo movimento | si bemolle maggiore       | 37 - 43       |

## Analisi del terzo movimento
Il Terzo movimento della sonata (Das Wiedersehn) ha come metro sei ottavi nella tonalità di base di mi bemolle maggiore. L'indicazione agogica (o tempo) indicata è “Vivacissimamente”. La struttura formale è quella della forma-sonata (come il primo movimento) con le tre classiche parti più una prima parte introduttiva: Introduzione - Esposizione - Sviluppo - Ripresa - Coda finale.

### Introduzione e esposizione
L'introduzione (le prime dieci misure) inizia con un accordo di settima di dominante (si bemolle maggiore settima) che si prolunga in rapide sestine di semicrome (arpeggi ascendenti).
Il primo tema (misure 11 - 17) consiste in una semplice frase di 6 misure ripetuta per tre volte in modo sempre più variato. Nella prima presentazione del tema la melodia è sintetizzata negli accordi della mano sinistra, mentre la voce superiore propone un "chiaro movimento di terzine di crome". Nella seconda presentazione le terzine passano alla mano sinistra mentre la mano destra propone un contrappunto dal carattere giocoso. Nella terza presentazione alle terzine si sovrappongono delle ottave spezzate di semicrome. In tutte e tre le ripetizioni l'armonizzazione è sempre la stessa: inizia alla tonica (mi bemolle maggiore), alla terza battuta modula alla sopratonica (fa minore) per poi chiudere alla dominante (si bemolle maggiore). [batt. 11-18]
Un transizione modulante (misure 29 - 51) basata su tre frasi successive porta al secondo tema. La prima frase (misure 29 - 35) da un punto di vista armonico conferma la tonica (mi bemolle maggiore) per modulare all'ultima battuta alla sopratonica (fa minore settima). Questa armonia (di preparazione) va sentita come dominante della dominante (quest'ultima armonia di si bemolle maggiore è quella del secondo tema). La seconda frase (misure 36 - 43) conferma ulteriormente il cambio di armonia: nella prima parte una successione di semiminime in ottava in fortissimo costruiscono l'accordo di sol bemolle maggiore primo rivolto; nella seconda parte (con lo stesso effetto) si sviluppa l'accordo di dominante della dominante (fa maggiore). Nella terza frase (misure 44 - 51) "l'intero passo è riecheggiato allegramente" con le stesse armonie della seconda frase. [batt. 35-44]
Il secondo tema (da misura 52 a misura 67) è formato da due motivi, uno per mano, che "esprimono felicità in modo ostentatamente infantile": il primo motivo (misure 52 - 55), alla mano sinistra, è una figurazione ripetuta 8 volte formata da una semiminima seguita da una croma; il secondo motivo (misure 56 - 59), alla mano destra, è più scorrevole ed è composta da semicrome raggruppate a 2 a 3 a 4. L'armonia è semplice: ogni motivo inizia alla dominante (si bemolle maggiore) e termina sulla settima di dominante della dominante (fa maggiore settima). Questi due motivi vengono ripetuti un'ottava sopra; ma mentre il primo motivo è immutato, nel secondo le due voci sono invertite per cui il tema scorrevole di semicrome è ora nella mano sinistra. [batt. 52-59]
Una codetta di 13 battute chiude l'esposizione alla dominante (si bemolle maggiore).

### Sviluppo
Lo sviluppo, molto conciso (misure 81 - 109), usa prima del materiale tratto dal secondo tema e poi tratto dal primo tema, ma è notevole soprattutto per la dinamica a basso volume: Beethoven "sa bene che certe forme di felicità a volte sono troppo grandi per essere manifestate esteriormente".

Lo sviluppo inizia con una frase di semiminime puntate in ottava con l'armonia della tonica minore (mi bemolle minore). La frase viene ripetuta salendo di un semitono: si maggiore e si prolunga fino a proporre alcuni frammenti del secondo tema.[batt. 83-97]
Un'ulteriore modulazione, sempre su frammenti del secondo tema, in sol maggiore (mediante rispetto alla tonalità principale) conduce ad uno stretto a tre voci su altri frammenti tematici questa volta del primo tema. [batt. 100-105]

### Ricapitolazione e Coda finale
Con un effetto preso a prestito da Haydn la ricapitolazione inizia con la sottodominante (la bemolle minore) per poi subito riprendere la tonica (mi bemolle maggiore) dopo due misure. Quella a misura 108 è quindi una "falsa ripresa".
La ricapitolazione è abbastanza simmetrica rispetto all'esposizione (manca la terza frase del primo tema); Beethoven tuttavia riesce sempre a sorprendere "e connota in maniera originale ogni apparizione di un motivo", anche se già esposto. In questo caso non si serve, come potrebbe essere ovvio dell'ornamentazione, ma "impiegando diversi tipi di tocco e rinnovandone la trama sonora". Da un punto di vista armonico la tonica è presente ovunque, compresa la transizione che nella seconda frase modula nel modo minore (battuta 130): do bemolle minore (= si minore - ossia dominante aumentata minore), per poi tornare al modo maggiore a battuta 142 (si bemolle maggiore - ossia dominante maggiore) e quindi ripresentare il secondo tema alla tonica. Anche il secondo tema (esposto su 4 semifrasi), simmetricamente all'esposizione da un punto di vista armonico, inizia ogni semifrase alla tonica per finire sulla settima di dominante (si bemolle maggiore settima).

La coda finale (in tempo "Poco andante") inizia a battuta 175 in mi bemolle maggiore e presenta un nuovo fraseggio del tema principale (le terzine della seconda battuta del tema sono legate insieme) che "introduce una vena malinconica". Nelle ultime sei battute improvvisamente cambia il tempo (ossia torna il tempo di base) e la composizione si chiude con una classica cadenza perfetta: settima di dominante - tonica (si bemolle maggiore settima - mi bemolle maggiore).

### Schema riassuntivo
| Parte           | Sezione                             | Sottosezione      | Grado                                           | Tonalità                                   | Battute: da-a |
| --------------- | ----------------------------------- | ----------------- | ----------------------------------------------- | ------------------------------------------ | ------------- |
| Introduzione    |                                     |                   | V7 (settima di dominante)                       | si bemolle maggiore settima                | 1 - 10        |
| Esposizione     | Primo tema                          | prima frase       | I (tonica) => II (sopratonica) => V (dominante) | mi b magg. => fa minore => si b magg.      | 11 - 16       |
| Esposizione     | Primo tema                          | seconda frase     | I (tonica) => II (sopratonica) => V (dominante) | mi b magg. => fa minore => si b magg.      | 17 - 22       |
| Esposizione     | Primo tema                          | terza frase       | I (tonica) => II (sopratonica) => V (dominante) | mi b magg. => fa minore => si b magg.      | 23 - 28       |
| Esposizione     | Transizione al secondo tema         | prima frase       | I (tonica) => II7 (settima di sopratonica)      | mi b magg. => fa minore settima            | 29 - 35       |
| Esposizione     | Transizione al secondo tema         | seconda frase     | III (mediante) => II (sopratonica)              | sol b magg. => fa maggiore                 | 36 - 43       |
| Esposizione     | Transizione al secondo tema         | terza frase       | III (mediante) => II (sopratonica)              | sol b magg. => fa maggiore                 | 44 - 51       |
| Esposizione     | Secondo tema                        | semifrase prima   | V (dominante) => V7 di V (sopratonica)          | si b magg. => fa magg.settima              | 52 - 55       |
| Esposizione     | Secondo tema                        | semifrase seconda | V (dominante) => V7 di V (sopratonica)          | si b magg. => fa magg.settima              | 56 - 59       |
| Esposizione     | Secondo tema                        | semifrase terza   | V (dominante) => V7 di V (sopratonica)          | si b magg. => fa magg.settima              | 60 - 63       |
| Esposizione     | Secondo tema                        | semifrase quarta  | V (dominante) => V7 di V (sopratonica)          | si b magg. => fa magg.settima              | 64 - 67       |
| Esposizione     | Codetta                             |                   | => V (dominante)                                | => si b magg.                              | 68 - 83       |
| Sviluppo        | prima fase                          |                   | I (tonica minore)                               | mi b minore                                | 83 - 86       |
| Sviluppo        | seconda fase                        |                   | V (dominante aumentata)                         | si maggiore                                | 87 - 99       |
| Sviluppo        | terza fase                          |                   | III (mediante aumentata)                        | sol maggiore                               | 100 - 107     |
| Sviluppo        | quarta fase (falsa ricapitolazione) |                   | IV (sottodominante)                             | la bemolle minore                          | 108 - 109     |
| Ricapitolazione | Primo tema                          | prima frase       | I (tonica) => II (sopratonica) => V (dominante) | mi b magg. => fa minore => si b magg.      | 110 - 115     |
| Ricapitolazione | Primo tema                          | seconda frase     | I (tonica) => II (sopratonica) => V (dominante) | mi b magg. => fa minore => si b magg.      | 116 - 121     |
| Ricapitolazione | Transizione al secondo tema         | prima frase       | I (tonica)                                      | mi b maggiore                              | 122 - 129     |
| Ricapitolazione | Transizione al secondo tema         | seconda frase     | VI (sopradominante diminuita)                   | do b minore (= si minore)                  | 130 - 137     |
| Ricapitolazione | Transizione al secondo tema         | terza frase       | VI (sopradom. dimin.) => V (dominante)          | do b minore (= si minore) => si b maggiore | 138 - 145     |
| Ricapitolazione | Secondo tema                        | semifrase prima   | I (tonica) => V7 (settima di dominante))        | mi b magg. => si b magg. settima           | 146 - 149     |
| Ricapitolazione | Secondo tema                        | semifrase seconda | I (tonica) => V7 (settima di dominante))        | mi b magg. => si b magg. settima           | 150 - 153     |
| Ricapitolazione | Secondo tema                        | semifrase terza   | I (tonica) => V7 (settima di dominante))        | mi b magg. => si b magg. settima           | 154 - 156     |
| Ricapitolazione | Secondo tema                        | semifrase quarta  | I (tonica) => V7 (settima di dominante))        | mi b magg. => si b magg. settima           | 157 - 160     |
| Ricapitolazione | Codetta                             |                   | => I (tonica)                                   | => mi b magg.                              | 161 - 175     |
| Coda finale     | prima fase                          | (Poco andante)    | I (tonica)                                      | mi b maggiore                              | 175 - 190     |
| Coda finale     | seconda fase                        | (Vivacissimo)     | I (tonica)                                      | mi b maggiore                              | 191 - 196     |